# System des transzendentalen Idealismus
Das System des transzendentalen Idealismus ist ein 1800 in Tübingen erschienenes Werk des Philosophen Friedrich Wilhelm Joseph Schelling (1775–1854). Es ist ein Schlüsselwerk des Deutschen Idealismus und beschließt Schellings erste philosophische Phase. Der Naturphilosophie wird die Transzendentalphilosophie gegenübergestellt, um so den Ansatz eines „Real-Idealismus“ zu vollenden. 
Schelling geht in seinem Buch zunächst von einer theoretischen Betrachtung des menschlichen Bewusstseins aus, zieht daraus dann Schlussfolgerungen für die menschliche Lebenspraxis (Ethik, Geschichte), um am Ende schließlich eine Philosophie der Kunst zu formulieren.
Schelling möchte mit seinem System des transzendentalen Idealismus den Leser dazu führen, sich seiner eigenen Erkenntnisweise bewusst zu werden. Ziel ist es, dass dem naiven Ich (dem Leser) bewusst wird, dass das, was wir Gegenstand nennen, von uns selbst zum Gegenstand gemacht wird. Somit ist nach Schelling unsere Welt eine Konstruktion des eigenen Ichs. Er möchte die ursprüngliche Fehlannahme aufklären, wonach das naive Bewusstsein annimmt, dass unabhängig von uns eine Welt von Dingen außer uns existiere. Schelling ist wie die anderen Idealisten der Auffassung, dass unsere erlebte Welt nur in unserem Bewusstsein existent ist.
Siehe auch: Zur Philosophie Schellings

## Inhalt
Schelling schreibt sein System als Anleitung zur Durchführung der Transzendentalphilosophie, indem er zum Durchschauen des Mechanismus die einzelnen Epochen der Bewusstwerdung erläutert. Somit hat die Transzendentalphilosophie Schellings das ursprüngliche Entstehen des Bewusstseins zum Objekt. Sie ist die freie Wiederholung der ursprünglichen Reihe von Handlungen, in denen das Ich zu sich selbst kommt.

### Gliederung
Schelling gliedert sein Werk in Hauptabschnitte, Epochen und Aufgaben nebst Vorerinnerungen, Allgemeinen Anmerkungen, Zusätzen, Folgeseätzen und Auflösungen. Die hier dargestellte Gliederung verzichtet zur Übersichtlichkeit auf viele Unterpunkte.
| \| \| Einleitung \| \| \| I \| Erster Hauptabschnitt. Vom Prinzip des transzendentalen Idealismus \| Erster Hauptabschnitt. Vom Prinzip des transzendentalen Idealismus \| \| II \| Zweiter Hauptabschnitt. Allgemeine Deduktion des transzendentalen Idealismus - Vorerinnerung \| Zweiter Hauptabschnitt. Allgemeine Deduktion des transzendentalen Idealismus - Vorerinnerung \| \| III \| Dritter Hauptabschnitt. System der theoretischen Philosophie nach Grundsätzen des transzendentalen Idealismus \| Dritter Hauptabschnitt. System der theoretischen Philosophie nach Grundsätzen des transzendentalen Idealismus \| \| Erste Epoche. Von der ursprünglichen Empfindung bis zur produktiven Anschauung \| \| \| \| \| a) \| Aufgabe zu erklären, wie das Ich dazu komme, sich als begrenzt anzuschauen \| \| \| b) \| Aufgabe zu erklären, wie das Ich sich selbst als empfindend anschaue \| \| \| c) \| Theorie der Produktiven Anschauung \| \| Zweite Epoche. Von der produktiven Anschauung bis zur Reflexion \| \| \| \| \| d) \| Aufgabe zu erklären, wie das Ich dazu komme. sich selbst als produktiv anzuschauen \| \| Dritte Epoche. Von der Reflexion bis zum absoluten Willensakt \| \| \| \| IV \| Vierter Hauptabschnitt. System der praktischen Philosophie nach Grundsätzen des transzendentalen Idealismus \| Vierter Hauptabschnitt. System der praktischen Philosophie nach Grundsätzen des transzendentalen Idealismus \| \| \| e) \| Aufgabe: zu erklären, wodurch dem Ich das Wollen wieder objektiv werde \| \| \| f) \| Aufgabe: zu erklären, wie das Ich selbst der ursprünglichen Harmonie zwischen Subjektivem und Objektivem Bewußt werden könne \| \| V \| Fünfter Hauptabschnitt. Hauptsätze der Teleologie nach Grundsätzen des transzendentalen Idealismus \| Fünfter Hauptabschnitt. Hauptsätze der Teleologie nach Grundsätzen des transzendentalen Idealismus \| \| VI \| Sechster Hauptabschnitt. Deduktion des allgemeinen Organs der Philosophie, oder: Hauptsätze der Philosophie der Kunst nach Grundsätzen des transzendentalen Idealismus \| Sechster Hauptabschnitt. Deduktion des allgemeinen Organs der Philosophie, oder: Hauptsätze der Philosophie der Kunst nach Grundsätzen des transzendentalen Idealismus \| | | |
| Gliederung des Systems des transzendentalen Idealismus | | |
| | Einleitung | |
| I | Erster Hauptabschnitt. Vom Prinzip des transzendentalen Idealismus | Erster Hauptabschnitt. Vom Prinzip des transzendentalen Idealismus |
| II | Zweiter Hauptabschnitt. Allgemeine Deduktion des transzendentalen Idealismus - Vorerinnerung                                                                           | Zweiter Hauptabschnitt. Allgemeine Deduktion des transzendentalen Idealismus - Vorerinnerung                                                                           |
| III | Dritter Hauptabschnitt. System der theoretischen Philosophie nach Grundsätzen des transzendentalen Idealismus                                                          | Dritter Hauptabschnitt. System der theoretischen Philosophie nach Grundsätzen des transzendentalen Idealismus                                                          |
| Erste Epoche. Von der ursprünglichen Empfindung bis zur produktiven Anschauung | | |
| | a) | Aufgabe zu erklären, wie das Ich dazu komme, sich als begrenzt anzuschauen                                                                                             |
| | b) | Aufgabe zu erklären, wie das Ich sich selbst als empfindend anschaue                                                                                                   |
| | c) | Theorie der Produktiven Anschauung |
| Zweite Epoche. Von der produktiven Anschauung bis zur Reflexion | | |
| | d) | Aufgabe zu erklären, wie das Ich dazu komme. sich selbst als produktiv anzuschauen                                                                                     |
| Dritte Epoche. Von der Reflexion bis zum absoluten Willensakt | | |
| IV | Vierter Hauptabschnitt. System der praktischen Philosophie nach Grundsätzen des transzendentalen Idealismus                                                            | Vierter Hauptabschnitt. System der praktischen Philosophie nach Grundsätzen des transzendentalen Idealismus                                                            |
| | e) | Aufgabe: zu erklären, wodurch dem Ich das Wollen wieder objektiv werde                                                                                                 |
| | f) | Aufgabe: zu erklären, wie das Ich selbst der ursprünglichen Harmonie zwischen Subjektivem und Objektivem Bewußt werden könne                                           |
| V | Fünfter Hauptabschnitt. Hauptsätze der Teleologie nach Grundsätzen des transzendentalen Idealismus                                                                     | Fünfter Hauptabschnitt. Hauptsätze der Teleologie nach Grundsätzen des transzendentalen Idealismus                                                                     |
| VI | Sechster Hauptabschnitt. Deduktion des allgemeinen Organs der Philosophie, oder: Hauptsätze der Philosophie der Kunst nach Grundsätzen des transzendentalen Idealismus | Sechster Hauptabschnitt. Deduktion des allgemeinen Organs der Philosophie, oder: Hauptsätze der Philosophie der Kunst nach Grundsätzen des transzendentalen Idealismus |

Die zentralen Bereiche des Werkes sind vor allem die Einleitung, die sich im Gegensatz zum restlichen Werk durch Stringenz auszeichnet, sowie der Dritte Hauptabschnitt, der die eigentliche Ausführung des in der Einleitung skizzierten Grundgerüstes bildet. Viel beachtet sind auch der kurze fünfte Hauptabschnitt zur Teleologie sowie der sechste zur Kunst.

### Aufbau
Schelling beginnt sein Werk mit einer in Paragraphen gegliederten Einleitung, die als kurze Zusammenfassung das gedankliche Fundament des Werkes bildet. Der Rest des Werkes kann als Ausführung und Begründung zu den gesetzten Annahmen aus der Einleitung angesehen werden.
Schelling baut sein System als Entwicklungsgeschichte auf „welche das Objekt der Philosophie durchläuft, um das ganze Gebäude des Selbstbewusstseins hervorzubringen“  und gliedert diese im dritten Hauptabschnitt („3. Hauptabschnitt. System der theoretischen Philosophie nach Grundsätzen des transzendentalen Idealismus“) in drei Epochen:
In der ersten Epoche („Von der ursprünglichen Empfindung bis zur Produktiven Selbstanschauung“) erläutert Schelling wie es überhaupt zur Erstellung einer „inneren Welt“ kommt. Dafür teilt er das Ich in zwei Tätigkeiten, eine produzierende (reelle) Tätigkeit, welche primär alle Eindrücke produziert und selbst Objekt einer anschauenden (ideellen) Tätigkeit ist. Indem die ideelle Tätigkeit die reelle Tätigkeit anschaut, wird diese begrenzt. Dies liegt im Akt selbst, da im Akt des Anschauens nur Objekte angeschaut werden können. Ein Objekt muss jedoch um seiner Existenz willen zu anderen abgegrenzt werden, um folglich als eigenständiges Objekt angeschaut zu werden. Diese Abgrenzung wird von der ideellen Tätigkeit als Betrachter übernommen, die somit gleichwohl eine begrenzende Tätigkeit ist und die reelle Tätigkeit begrenzt. Somit wird im Ich zwischen Empfundenem und ihrer Empfindung unterschieden. Das Ich merkt, dass sein Empfundenes begrenzt ist, merkt aber nicht, dass es selber diese Begrenzung vollzieht. Damit erscheint das Empfinden (Leiden) als extern gesetzt und somit als Objekt, als Ding an sich.
Am Ende der Epoche ist gezeigt worden, dass es im Ich zwei Tätigkeiten gibt. Die eine Tätigkeit nimmt die Wirklichkeit wahr, produziert also, wird jedoch in dieser Produktion begrenzt (objektive Tätigkeit). Die andere begrenzt und nimmt die Produktion der ersten als gesetzte Wirklichkeit wahr (subjektive Tätigkeit).
In der zweiten Epoche („Von der produktiven Anschauung bis zur Reflexion“) erhebt sich das Ich über eingegrenzte und eingrenzende Tätigkeit und bestimmt die eingegrenzte Tätigkeit als inneren Sinn und die eingrenzende als äußeren Sinn. Damit kommt es zu einer Unterscheidung zwischen Extensität (Raum) und Intensität (Zeit). Beide bilden eine dialektische Einheit, jedes ist nicht ohne das andere vorstellbar. In der zweiten Epoche erlangt das Ich-Bewusstsein, jedoch noch nicht über sich selbst, sondern allein über die Objekte an sich. Das Ich ist auch noch nicht in der Lage, die bewusst wahrgenommenen Objekte selbst zu reflektieren, das heißt untereinander zu neuen Begriffen zu verknüpfen.
Die dritte Epoche („Von der Reflexion bis zum absoluten Willensakt“) führt zur Reflexion des absoluten Ichs. Das Ich begreift sich in seiner Freiheit: „Die Intelligenz erhebt sich durch eine absolute Handlung über alles Objektive“. Die Reflexion geschieht jedoch zunächst nur auf das Objektive. Dass die objektive Welt nur die ins außen projizierte Selbstbegrenzung des Ich ist, weiß das Ich selbst also noch nicht. Das Reflektieren beinhaltet das selbstständige Verbinden von Begriffen, jedoch noch nicht die Selbsterkenntnis, d. h. das Begreifen des sich selbst als Setzendes der objektiven Welt.
Die Teleologie (5. Hauptabschnitt. Hauptsätze der Teleologie nach Grundsätzen des transzendentalen Idealismus) bildet nun das reflektierte Zusammentreffen der beiden Tätigkeiten im Selbstbewusstsein. Mit Schellings Worten: „Wenn nun aber alle bewußte Tätigkeit zweckmäßig ist, so kann jenes Zusammentreffen der bewußten und bewußtlosen Tätigkeit nur in einem solchen Punkt sich nachweisen lassen.“ Im Reflektieren über die Teleologie erkennt das Ich, dass in ihm zwei Tätigkeiten sind: Zum einen eine Objektive, welche die Natur abbildet und eine Subjektive, welche die Natur interpretiert und auf einen Zweck hin untersucht. Die Natur als Objekt muss als mechanisch ohne Zweck erscheinen, da dem Objektiven keine Bedeutung, kein Sinn innewohnt. Die subjektive Tätigkeit im Ich kann jedoch nur Bedeutung sehen. Daher wird die Natur, wie Schelling sich ausdrückt „als ein mit Bewußtsein hervorgebrachtes Werk, und doch zugleich als Produkt des blindesten Mechanismus erscheinen müssen; sie ist zweckmäßig, ohne zweckmäßig erklärbar zu sein.“
Die Teleologie ist in Schellings „Geschichte des Selbstbewusstseins“ der letzte Schritt, bevor sich das Selbstbewusstseins selbst vollkommen in der Kunst zu erkennen vermag (6. Hauptabschnitt. Deduktion eines allgemeinen Organs der Philosophie, oder Hauptsätze der Philosophie der Kunst nach Grundsätzen des transzendentalen Idealismus). Dem Ich wird in der Teleologie zwar bereits bewusst, dass es einen produzierenden und einen anschauenden Teil im Ich gibt, die Einheit der beiden Teile wird dem Ich jedoch erst im Kunstwerk fassbar.  In der Kunst nimmt das Ich nicht mehr die Objekte, sondern nur noch den Sinn wahr. Der Sinn des Kunstobjektes ist jedoch die Reflexion des eigenen Selbstbewusstseins. Es hat somit keinen weiteren Sinn in sich, als das der Betrachter sich selbst betrachte. Auf diese Weise kommt das Ich in der Deutung des Kunstwerkes zu keinem Ende was Schelling mit der „Unendlichkeit“  oder Unausschöpflichkeit im Gegensatz zu der Betrachtung des Artefaktes ausdrückt. So „wird hier im Kunstwerk das Ich als bewußtes und bewußtloses sich selbst für sich selbst anschaulich“. Dem Ich wird die absolute Einheit von Subjekt und Objekt im Objekt bewusst. Denn in der Kunst geht es um das gleiche wie in der Transzendentalphilosophie, um das „Aufstellen einer Welt“. Und da man sich diesem Prozess beim Betrachten des Kunstwerkes bewusst wird, ist dies gleichzeitig die Betrachtung der Konstruktion des eigenen Ichs.

## Ausgaben
In der Schellingwissenschaft wird im Allgemeinen nach den Sämtlichen Werken (SW) zitiert und weniger nach der Seitenangabe der Originalausgabe (OA). Die Seitenangabe nach neueren Ausgaben ist vollkommen unüblich.
- Schellings Sämtliche Werke (SW): Schelling, Friedrich Wilhelm Joseph, „System des transzendentalen Idealismus“, in Ders., Ausgewählte Schriften in sechs Bänden, Bd. I, Frankfurt am Main 1985, S. 395–702.
- F.W.J. Schelling: System des transzendentalen Idealismus, hg. v. Horst D. Brandt und Peter Müller, Hamburg, 2000 (mit der Paginierung der Originalausgabe).

## Sekundärliteratur
- Manfred Frank: Eine Einführung in Schellings Philosophie, Frankfurt 1985.
- Walter Schulz: Einleitung zu Schellings System des transzendentalen Idealismus, in: F.W.J. Schelling: System des transzendentalen Idealismus, hg. v. Horst D. Brandt und Peter Müller, Hamburg, 2000.